# 아오야마 나오아키
아오야마 나오아키(일본어: 青山 直晃, 1986년 7월 18일 ~ )는 일본의 전 축구 선수로 과거 포지션은 수비수였으며 시미즈 에스펄스, 요코하마 F. 마리노스, 방포레 고후, 감바 오사카, 가고시마 유나이티드에서 활동했고 태국 리그 1의 무앙통 유나이티드에서도 활약했다.

## 선수 시절

### 클럽
2005년 시미즈 에스펄스 입단을 통해 프로에 입문한 후 2010년까지 공식전 157경기 8골을 기록하며 일왕배 2회 준우승(2005, 2010), J리그컵 1회 준우승(2008)에 기여했다.
그리고 2011년부터 2012년까지 요코하마 F. 마리노스 소속으로 공식전 25경기를 소화하며 일왕배 2연속 4강 진출을 도왔고 2013년부터 2014년까지 방포레 고후에서 60경기 4골을 뽑아내며 팀의 2시즌 연속 J1리그 잔류에 일조했다.
그 후 2015년 태국 리그 1의 명문팀인 무앙통 유나이티드로 이적하여 2018년까지 124경기 4골을 기록하며 2015년 리그 준우승, 2016년 리그 우승, 2015년 태국 FA컵 준우승, 2016년 코르 로열컵 준우승, 태국 리그컵 2연패(2016, 2017), 2017년 태국 챔피언스컵 우승, 2017년 메콩 클럽 챔피언십 우승, 2017년 AFC 챔피언스리그 16강 진출 등에 이바지했다.
2018 시즌을 마친 뒤 감바 오사카 이적을 통해 5년만에 일본으로 복귀하였지만 공식전 단 1경기도 출전하지 못하면서 감바 오사카와 1시즌만에 작별했고 이후 2020년 J3리그의 가고시마 유나이티드에서 리그 18경기를 소화하며 팀의 J3리그 2020 4위의 성적에 기여한 후 15년간의 현역 생활을 마무리했다.

### 국가대표팀
일본 U-23 대표팀 소속으로 2006년 아시안 게임에 출전하였지만 팀은 F조 조별리그 3경기에서 2승 1패의 나쁘지 않은 성적을 거두었음에도 2승 1무를 기록한 북한에 1위 자리를 내준 것은 물론 각 조 2위팀 중 가장 성적이 좋은 와일드카드 1팀에게만 주어진 8강 진출 티켓도 홈팀인 카타르에 내주고 말았다.

## 수상
시미즈 에스펄스
- J리그컵 : 준우승 (2008)
- 일왕배 : 준우승 (2005, 2010)

요코하마 F. 마리노스
- 일왕배 : 4강 (2011, 2012)

 무앙통 유나이티드
- 태국 리그 1 : 우승 (2016), 준우승 (2015)
- 태국 FA컵 : 준우승 (2015)
- 코르 로열컵 : 준우승 (2016)
- 태국 리그컵 : 우승 (2016, 2017)
- 태국 챔피언스컵 : 우승 (2017)
- 메콩 클럽 챔피언십 : 우승 (2017)

가고시마 유나이티드
- J3리그 : 4위 (2020)